# 黑姆巴赫河
50°0′18.34″N 9°15′38.17″E / 50.0050944°N 9.2606028°E

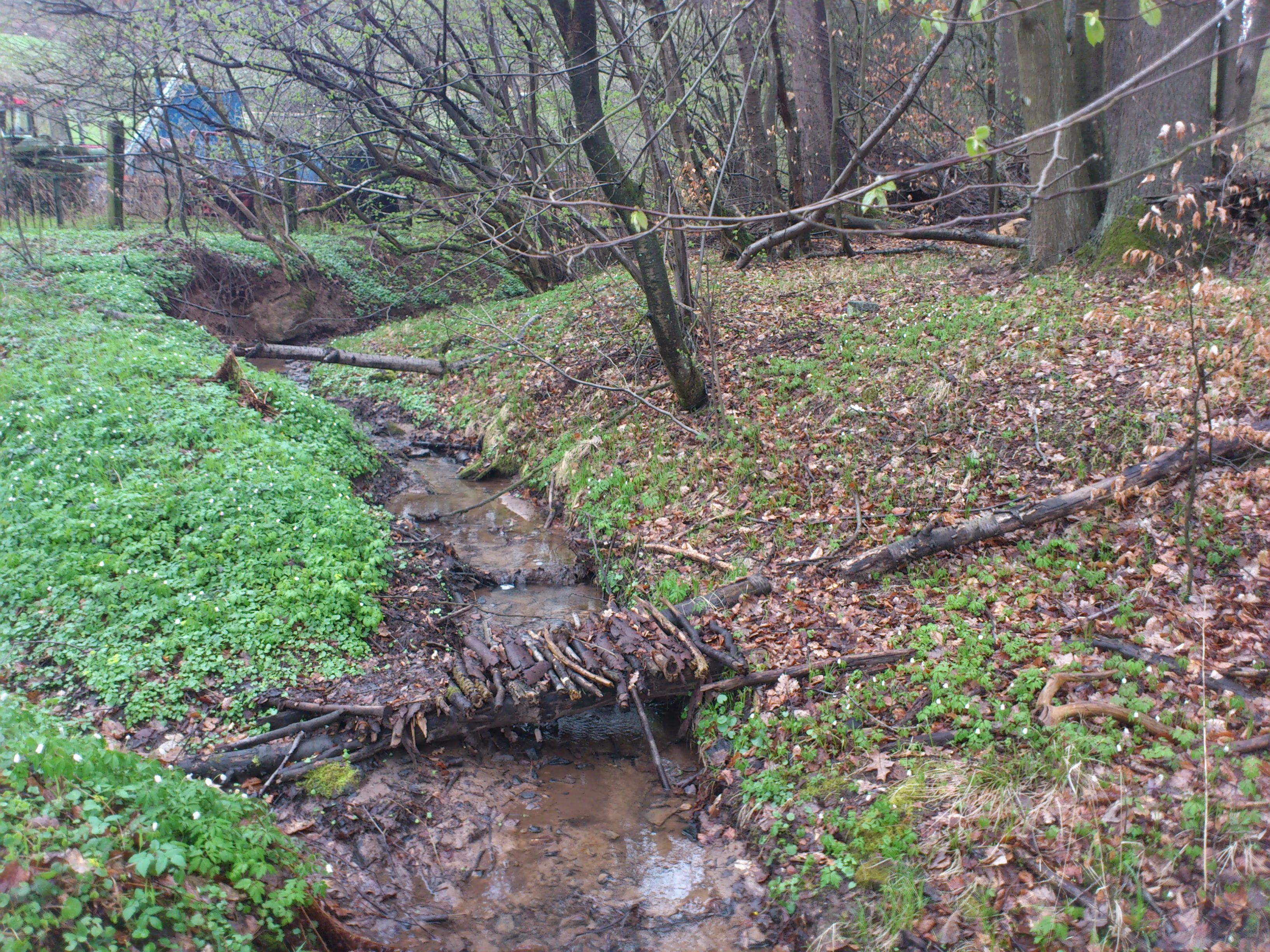

黑姆巴赫河（德語：Hembach），是德國的河流，位於該國東南部，由巴伐利亞負責管轄，屬於勞法赫河的左支流，河道全長0.7公里，流域面積0.6平方公里，河道全長0.7公里，流域面積0.6平方公里。